# William Goffe
William Goffe (Gough), (* circa 1606; † circa 1679) war ein Soldat und ein Roundhead-Anhänger während des englischen Bürgerkrieges, der am Prozess und der Verurteilung Karls I. von England beteiligt war.

## Erste Jahre
William Goffe war der Sohn von Stephen Goffe, einem puritanischen Pfarrer von Stammer in Sussex, und Deborath West. Er hatte vier Brüder: Stephen (1605–1681); John (1610?–1661); James (16??–1656) und Timothie (1626–16??). Anders als seine Brüder John und Stephen, die in Oxford zu anglikanischen Geistlichen ausgebildet wurden, begann er im Juli 1634 eine Ausbildung bei William Vaughn, einem Londoner Salzkaufmann, der ein ehrgeiziger Parlamentarier war. Sein Bruder Stephen Goffe (Gough) war ein Agent der Royalisten. William Goffe wurde auch „Praying William“ genannt, da er eine stark religiöse Haltung hatte.
Zwischen 1645 und 1650 heiratete er Frances Whalley, die Tochter von General Edward Whalley, und gewann so familiäre Verbindungen zu Oliver Cromwell.
Seine politischen Ziele beschränkten sich darauf, Karl I. zu entmachten und Oliver Cromwell an die Macht zu bringen. Er wurde 1642 für sein Mitwirken an einer Petition, die Macht des Militärs an das Parlament zu geben, vom königstreuen Lord Mayor Sir Richard Gurney inhaftiert.

## Der Bürgerkrieg
Als der Englische Bürgerkrieg ausbrach, trat Goffe in die Armee ein; das genaue Datum ist nicht bekannt. Jedoch war er 1642 Quartiermeister in einem Infanterieregiment und bereits 1645 Hauptmann des Regiments der New Model Army unter Oberst Harley. Durch Cromwells Gunst stieg er rasch zum Stabsoffizier auf.
Er war Mitglied des High Court of Justice, der für den Prozess gegen König Karl I. ins Leben gerufen wurde, und war einer der 59 Unterzeichner des Todesurteils Karls I.
1649 erhielt er von der Universität von Oxford eine Ehrenauszeichnung in Form eines M. A.
Goffe bewährte sich bei der Schlacht von Dunbar 1650 als Befehlshaber von Cromwells persönlichem Regiment sowie ein Jahr später bei der Schlacht von Worcester.

## Zeit als Generalmajor
Goffe half 1653 bei der Auflösung des Rumpfparlamentes, das den letzten Versuch des Englischen Commonwealth darstelle, eine stabile Regierung zu bilden, bevor Oliver Cromwell zum Lordprotektor ernannt wurde. Im Juli 1655 spielte er eine aktive Rolle bei der Zerschlagung des Penruddock-Aufstandes.
Als Oliver Cromwell die Staatsverfassung zu einer Militärdiktatur änderte, wurde Goffe Generalmajor für Berkshire, Sussex und Hampshire. Gleichzeitig wählte man ihn 1654 in das Parlament als Sprecher für Yarmouth in Norfolk. Im Jahr 1656 wählte man ihn für Hampshire in das Parlament. Später wurde er als Mitglied in das neu eingerichtete House of Lords aufgenommen und wurde William Lord Goffe. Er unterstützte auch den Vorschlag, Oliver Cromwell einen königlichen Titel zu geben, was ihm dessen Hochachtung einbrachte.
Er erwarb als Generalmajor der Infanterie Lambert's Place und wurde allgemein als möglicher Nachfolger Oliver Cromwells angesehen.
Im Juni 1658 bezeugte er als eines der neun ernannten Mitglieder des Komitees für öffentliche Angelegenheiten und als enger Vertrauter Oliver Cromwells die Ernennung von Oliver Cromwells Nachfolger Richard Cromwell und unterstützte diesen bis zum Ende seines kurzen Protektorats. Für seine Treue erhielt er von Richard Cromwell Land in Irland.
Mit Richard Cromwells Machtverlust verlor auch William Goffe seinen Einfluss. Er nahm noch an der erfolglosen militärischen Operation von George Monck, 1. Duke of Albemarle, im November 1659 in Schottland teil, bevor er nach Neuengland floh.

## Neuengland

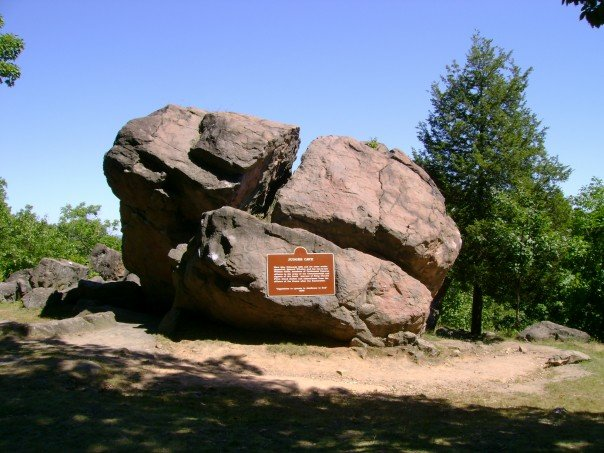
Judges’ Cave, wo Goffe und Whalley sich versteckt haben sollen.

Während der Restauration floh William Goffe mit seinem Schwiegervater General Edward Whalley nach Massachusetts und ließ seine Ehefrau in England zurück. Sie landeten in Boston am 27. Juli 1660 und ließen sich in Cambridge nieder. Die Nachricht des allgemeinen Straferlasses für alle während des Commonwealth begangenen Verbrechen, der vom englischen Parlament im August verabschiedet worden war, traf am 30. November 1660 in Boston ein. Der Schulderlass schloss jedoch weder William Goffe noch Edward Whalley ein, da sie als Königsmörder und überzeugte Republikaner galten. Sie mussten mit der Todesstrafe rechnen. Die Kolonialregierung war daher um ihre Sicherheit besorgt und berief am 22. Februar 1661 eine Ratsversammlung ein. Vier Tage später flohen die zwei nach New Haven, wo sie am 7. März 1661 eintrafen. Dort lebte bereits John Dixwell, ein weiterer gesuchter Königsmörder, unter falschem Namen. Goffe und Whalley wurden von Reverend John Davenport aufgenommen. Als eine Belohnung ausgesetzt wurde, legten sie eine falsche Spur nach New York, kehrten aber bald auf Umwegen nach New Haven zurück. Im Mai des gleichen Jahres traf der königliche Haftbefehl für Goffe und Whalley in Boston ein. Der Gouverneur leitete den Haftbefehl an William Leete weiter, den Gouverneur der New-Haven-Kolonie, der in Guilford lebte. Leete reagierte absichtlich langsam darauf, um den beiden Zeit zu geben, unterzutauchen. Die beiden verbrachten den Großteil des Sommers in der Judges’ Cave in der Nähe von West Rock.
Briefe an Increase Mather und an andere Personen geben nur wenige Hinweise darauf, wo Goffe sich aufhielt. Vermutlich verbrachte er den Rest seines Lebens im Exil in New England aus Furcht vor Verhaftung und Hinrichtung. Gerüchten zufolge lebte er über zwölf Jahre bei Reverend John Russell in Hadley in Massachusetts und tauchte der Legende nach als „Engel von Hadley“ wieder 1674/75 auf, um die Verteidigung dieser Stadt gegen einen Angriff der Eingeborenen im King Philip’s War anzuführen.
Zur gleichen Zeit soll Goffes Schwiegervater Edward Whalley gestorben sein. Einem anderen Gerücht zufolge lebte Goffe unter dem falschen Namen „John Green“ in Stow in Massachusetts, in der Nähe seiner Schwester. Dort soll er gestorben und in einem unmarkierten Grab begraben worden sein.

## Nachkommen
Aus seiner Ehe mit Francess Whalley gingen vier Kinder hervor: Die drei Töchter Frances (November 1653), Elizabeth und Judith sowie ein Sohn, Richard.